# Montecchio (Terni)
Montecchio is een gemeente in de Italiaanse provincie Terni (regio Umbrië) en telt 1749 inwoners (31-12-2004). De oppervlakte bedraagt 48,9 km², de bevolkingsdichtheid is 36 inwoners per km².

## Demografie
Montecchio telt ongeveer 717 huishoudens. Het aantal inwoners daalde in de periode 1991-2001 met 1,7% volgens cijfers uit de tienjaarlijkse volkstellingen van ISTAT.
| Jaar | Inwoneraantal |
| ---- | ------------- |
| 1991 | 1777          |
| 2001 | 1747          |

## Geografie
De gemeente ligt op ongeveer 391 m boven zeeniveau. Montecchio grenst aan de volgende gemeenten: Avigliano Umbro, Baschi, Civitella d'Agliano (VT), Guardea, Orvieto, Todi (PG).

## Geboren
- Daniele Orsato (1976), Italiaans voetbalscheidsrechter

Acquasparta · Allerona · Alviano · Amelia · Arrone · Attigliano · Avigliano Umbro · Baschi · Calvi dell'Umbria · Castel Giorgio · Castel Viscardo · Fabro · Ferentillo · Ficulle · Giove · Guardea · Lugnano in Teverina · Montecastrilli · Montecchio · Montefranco · Montegabbione · Monteleone d'Orvieto · Narni · Orvieto · Otricoli · Parrano · Penna in Teverina · Polino · Porano · San Gemini · San Venanzo · Stroncone · Terni
1. ↑  https://demo.istat.it/?l=it.